# Ván bài lật ngửa: Trời xanh qua kẽ lá
Ván bài lật ngửa: Trời xanh qua kẽ lá (tiếng Anh: Cards on the Table: The Blue Sky in the Split of Leaf) là tập thứ năm trong loạt series Ván bài lật ngửa; phim dựa theo tiểu thuyết Giữa biển giáo rừng gươm của nhà văn Trần Bạch Đằng. Phim được chiếu ra mắt vào 1985.

## Nội dung
Hoàng Đình Duyệt có lệnh bắt giam, CIA thủ tiêu Duyệt để bịt đầu mối. Tình hình Nam Việt Nam rối loạn khi chính phủ Việt Nam Cộng Hòa bị tấn công quân sự và biểu tình khắp nơi. Luật 10-59 ban hành. Luân được cử sang Hoa Kỳ học một khóa về chỉ huy và tham mưu.
Luân trở về nước, biết Luân từng là chỉ huy quân sự Việt Minh, đầu năm 1961 Ngô Đình Diệm đã quyết định cử làm tỉnh trưởng tỉnh Kiến Hòa (tức Bến Tre) để trắc nghiệm Chương trình Bình định với những đặc quyền riêng.
Về làm Tỉnh trưởng Bến Tre một thời gian, ông đã ký quyết định thả tù binh, đối thoại trực tiếp với nhân dân, tìm ra các thông tin mật quý giá từ lực lượng an ninh Kiến Hòa.
Trong khi đó, tình hình Sài Gòn rối ren khi Binh chủng Nhảy Dù Quân lực Việt Nam Cộng hòa giao tranh với Lữ đoàn Liên binh Phòng vệ Tổng thống Phủ, Sư đoàn 7 Bộ binh (đóng quân ở Biên Hòa) và Sư đoàn 21 Bộ binh (đóng ở Mỹ Tho) được điều động về giải vây.

## Diễn viên
- Nguyễn Chánh Tín - Robert Nguyễn Thành Luân
- Thanh Lan - Thùy Dung
- Lâm Bình Chi - Ngô Đình Nhu
- Thu Hồng - Trần Lệ Xuân
- Đỗ Văn Nghiêm - Giám mục Ngô Đình Thục
- Phan Hiền Khánh - Bảy Cầu Muối
- Jan vô danh - Kiên (gã đầu bạc)
- Chế Tâm – James Casey